# Kermanschah (Provinz)
Kermanschah (persisch کرمانشاه Kermānschāh, DMG Kermānšāh [kʲermɔːnˈʃɔːh], kurdisch کرماشان Kirmaşan) ist eine der 31 Provinzen im Iran. Hauptstadt ist die gleichnamige Stadt Kermanschah.
In der Provinz leben 1.952.434 Menschen (Volkszählung 2016). Die Fläche der Provinz erstreckt sich auf 24.998 Quadratkilometer. Die Bevölkerungsdichte beträgt 78 Einwohner pro Quadratkilometer.

## Geographie
Die Provinz liegt im Westen des Iran, an der Grenze zum Irak. In Kermanschah leben vor allem Kurden, aber auch eine Anzahl von Luren. Unter den Kurden sind die Sprachen Sorani, Südkurdisch sowie Gorani verbreitet. Der wichtigste kurdische Stamm der Provinz sind die Kalhor. Ein weiterer Kurdenstamm sind die Dschaf von Dschawanrud (Javanrud).
Die Hauptstadt Kermanschah (auch: Kirmaschan) und die Provinz trugen nach der Islamischen Revolution den Namen Bachtaran, mittlerweile ist aber die alte Namensform wieder gebräuchlich.

## Verwaltungsgliederung

Die Verwaltungsbezirke (Schahrestan) Kermanschahs

Die Provinz Kermānschāh gliedert sich wie folgt:
| Schahrestan (Verwaltungsbezirk) | Bachsch (Kreis)                      | Hauptort          |
| ------------------------------- | ------------------------------------ | ----------------- |
| Dalahu                          | Kerend-e Gharb, Gahvareh             | Kerend-e Gharb    |
| Islamabad-e-gharb               | Islamabad-e-Gharb, Homeyl            | Islamabad-e-gharb |
| Gilan-e-gharb                   | Gilan-e-gharb, Sarmast               | Gilan-e-gharb     |
| Harsin                          | Harsin, Bisotun                      | Harsin            |
| Dschavanrud                     | Dschavanrud                          | Dschavanrud       |
| Kangavar                        | Kangavar                             | Kangavar          |
| Kermānschāh                     | Kermānschāh, Halashi, Kuzaran, Robat | Kermānschāh       |
| Paveh                           | Paveh, Bayangan, Nowdeschah, Nowsud  | Paveh             |
| Qasr-e Schirin                  | Qasr-e Schirin, Sumar                | Qasr-e Schirin    |
| Ravansur                        | Ravansur                             | Ravansur          |
| Sahneh                          | Sahneh, Mian Rahan                   | Sahneh            |
| Salas-e Babadschani             | Tazehabad, Ozgoleh                   | Solas-e-Babajani  |
| Sarpol-e-Zahab                  | Sarpol-e-Zahab                       | Sarpol-e Sahab    |
| Sonqor                          | Sonqor, Satar                        | Sonqor            |

## Sehenswürdigkeiten

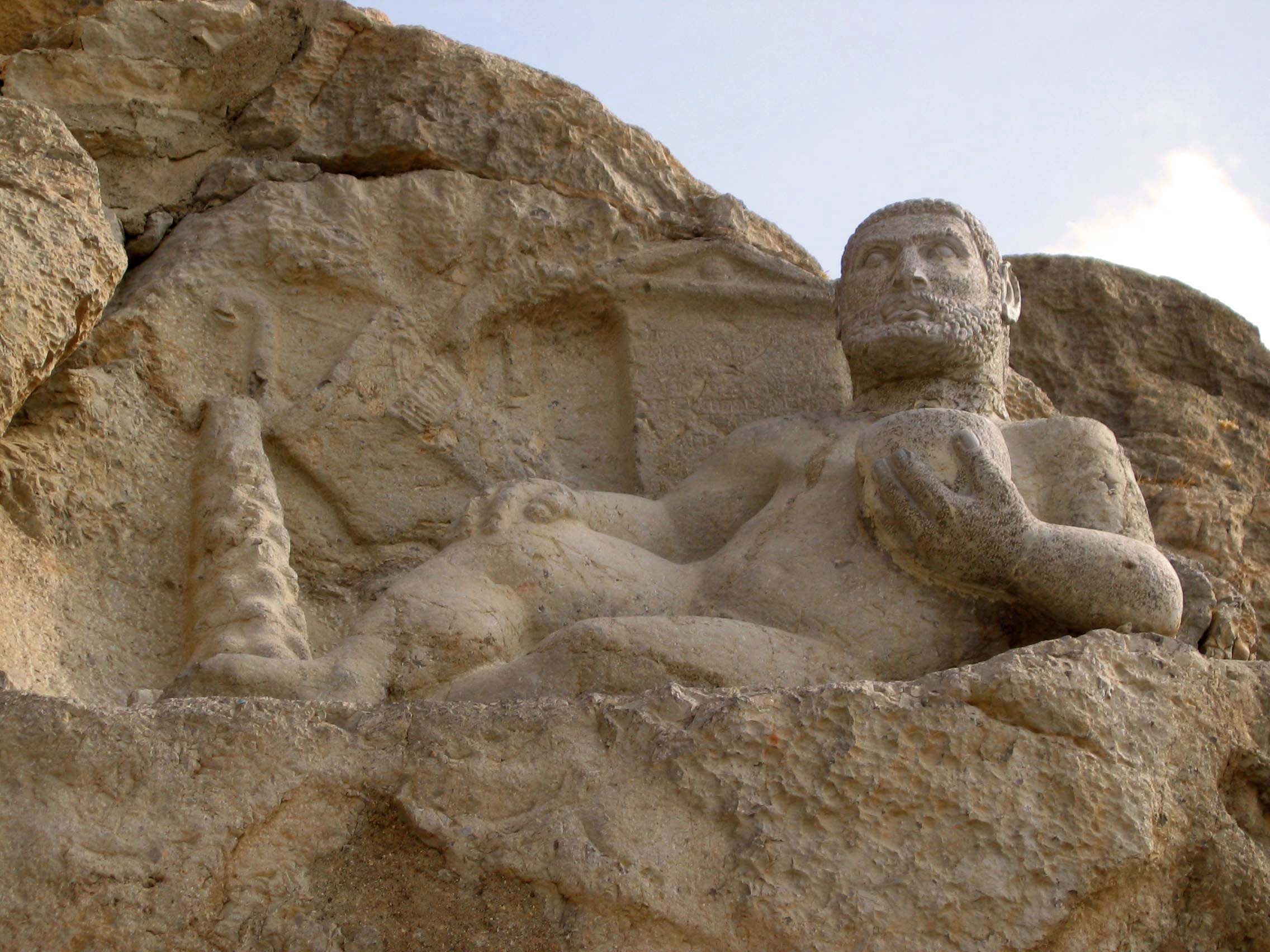
Bahram als griechischer Held Herakles. Zu sehen bei Bisutun

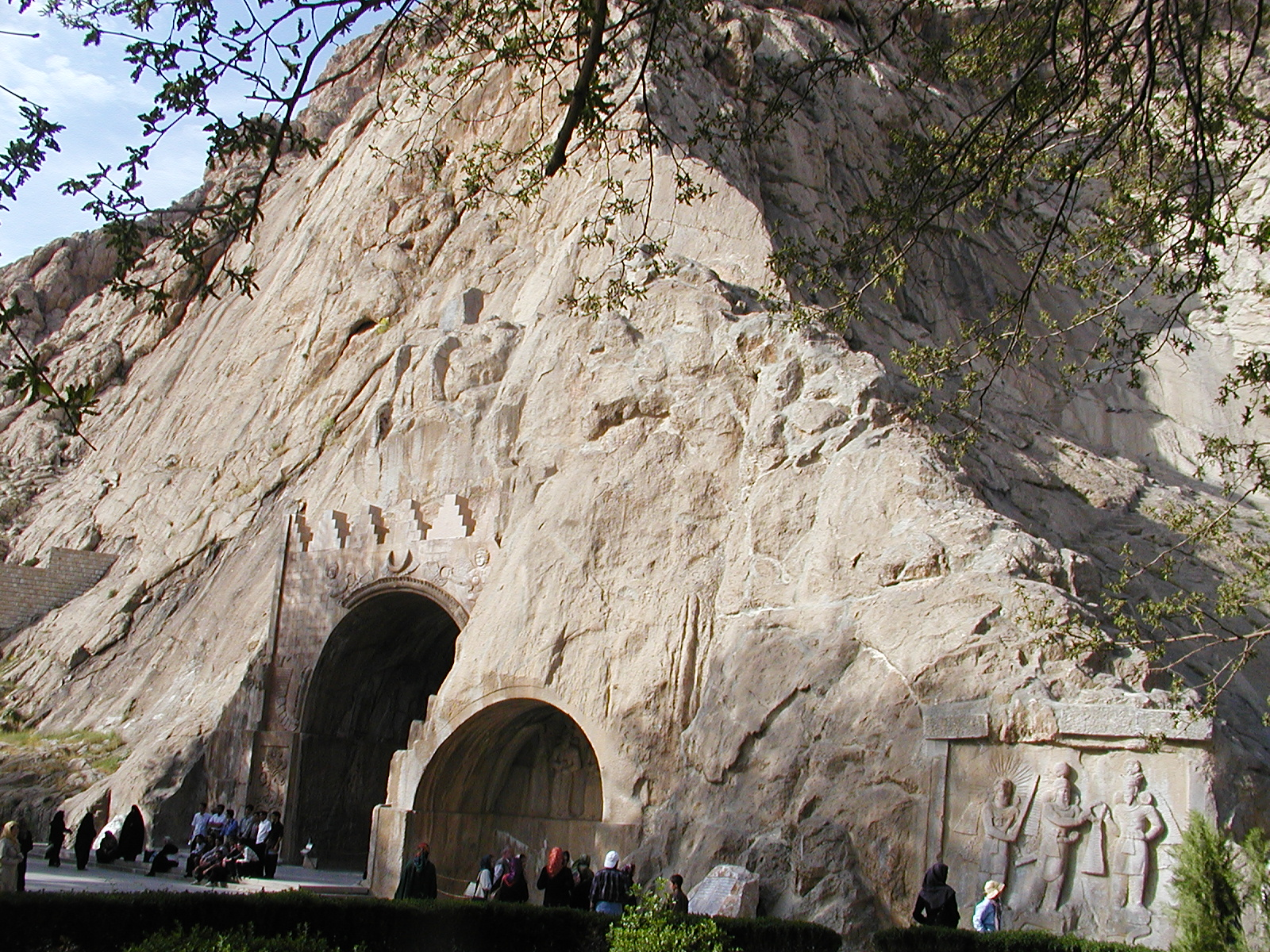
Taq-e Bostan mit achämenidischen und sassanidischen Reliefen

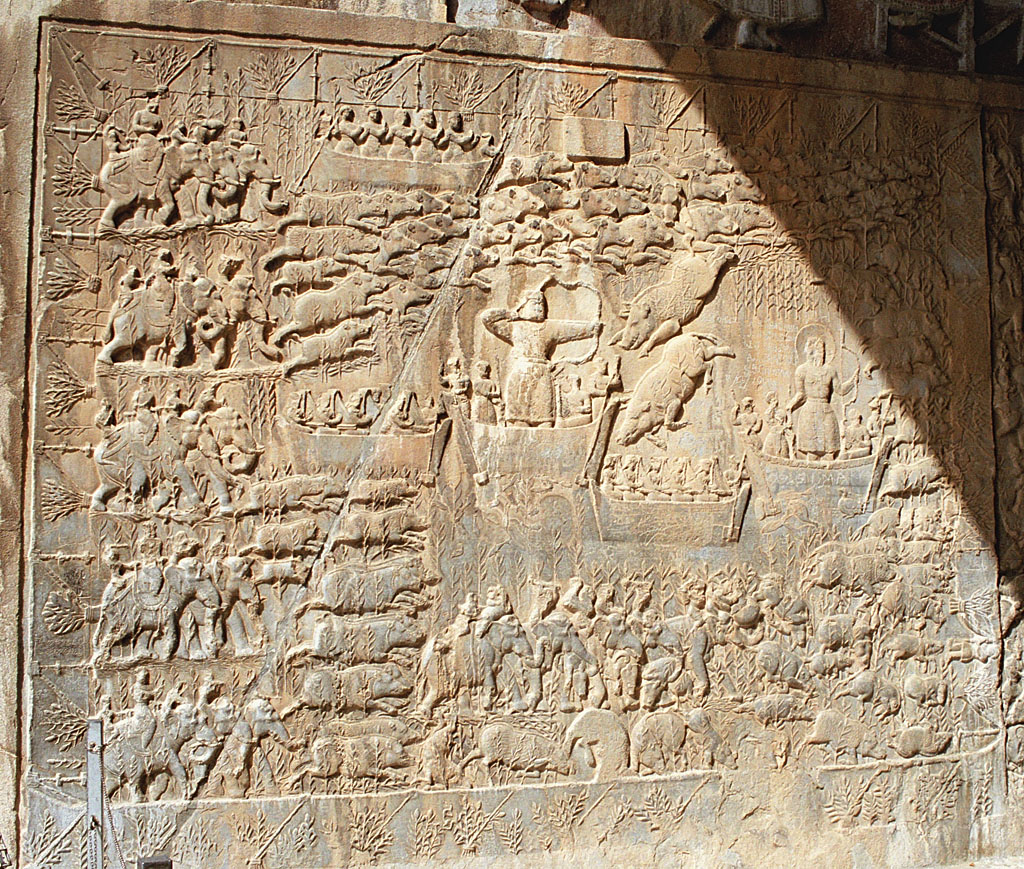
Taq-e Bostan, Wildschweinjagdszene aus der Sassanidenzeit

Die Behistun-Inschrift ist eine der bekanntesten archäologischen Funde in der Region. Die Inschrift befindet sich in einer Höhe von 1300 m am Berg Behistun. Die Inschrift ist in drei Sprachen verfasst – Altpersische Sprache, Elamische Sprache und Akkadische Sprache – und erzählt von den Taten des Königs Dareios I. In der Nähe befinden sich drei parthische Reliefs, von denen man annimmt, dass sie die ältesten parthischen Reliefs überhaupt sind. Sie sind nicht mehr so gut erhalten. Ebenfalls am Berg Behistun befindet sich das Farhad Tarasch.
Taq-e-Bostan ist ein sassindisches Relief, das sechs Kilometer von Kermanschah entfernt liegt. In der Nähe des Reliefs ergießt sich ein Bergfluss in einen kleinen See. Ein Relief zeigt den sassanidischen König Chosrau II. bei der Jagd. Ein anderes Relief aus dem 19. Jahrhundert zeigt den Kadscharen Herrscher Mohammad Ali Mirza als Richter.
Der Tempel der Anahita befindet sich in Kangavar. Er stammt aus der Zeit der Seleukiden.

## Geschichte
Beim Erdbeben von Kermanschah 2017 starben im November mehr als 600 Menschen.
Kermānschāh gehört zu den Gegenden, in denen die Proteste im Iran 2017/2018 stattfanden.

## Kurdische Poeten der Provinz
Bekannte kurdische Poeten wurden in der Provinz geboren. Dazu gehören unter anderem:
- Mustafa Besarani (1642–1701)
- Khana Qubadi (1700–1760)
- Sarhang Almas Khan (Mitte 18. Jahrhundert)
- Sheyda Hewramí (1784–1852)
- Muhammad Wali Kermashani (1901–?)
- Shami Kermashani (Shamurad Mushtaq) (1927–1984)

Die britische Literaturnobelpreisträgerin 2007 Doris Lessing wurde 1919 in der Provinzhauptstadt Kermānschāh geboren.

## Hochschulen
- Kermanshah University of Medical Sciences
- Razi University